# کلیسای مریم مقدس (مغری)
کلیسای مریم مقدس (مغری) (ارمنی: Սուրբ Աստվածածին եկեղեցի (Մեղրու Մեծ թաղ)؛ انگلیسی: St. Mary) یک کلیسا متعلق به کلیسای حواری ارمنی واقع در شهر مغری، استان سیونیک ارمنستان می‌باشد. ساخت و ساز این ساختمان در سده ۱۷ام میلادی؛ به پایان رسید. این بنا به سبک معماری ارمنی طراحی شده است.

## نگارخانه

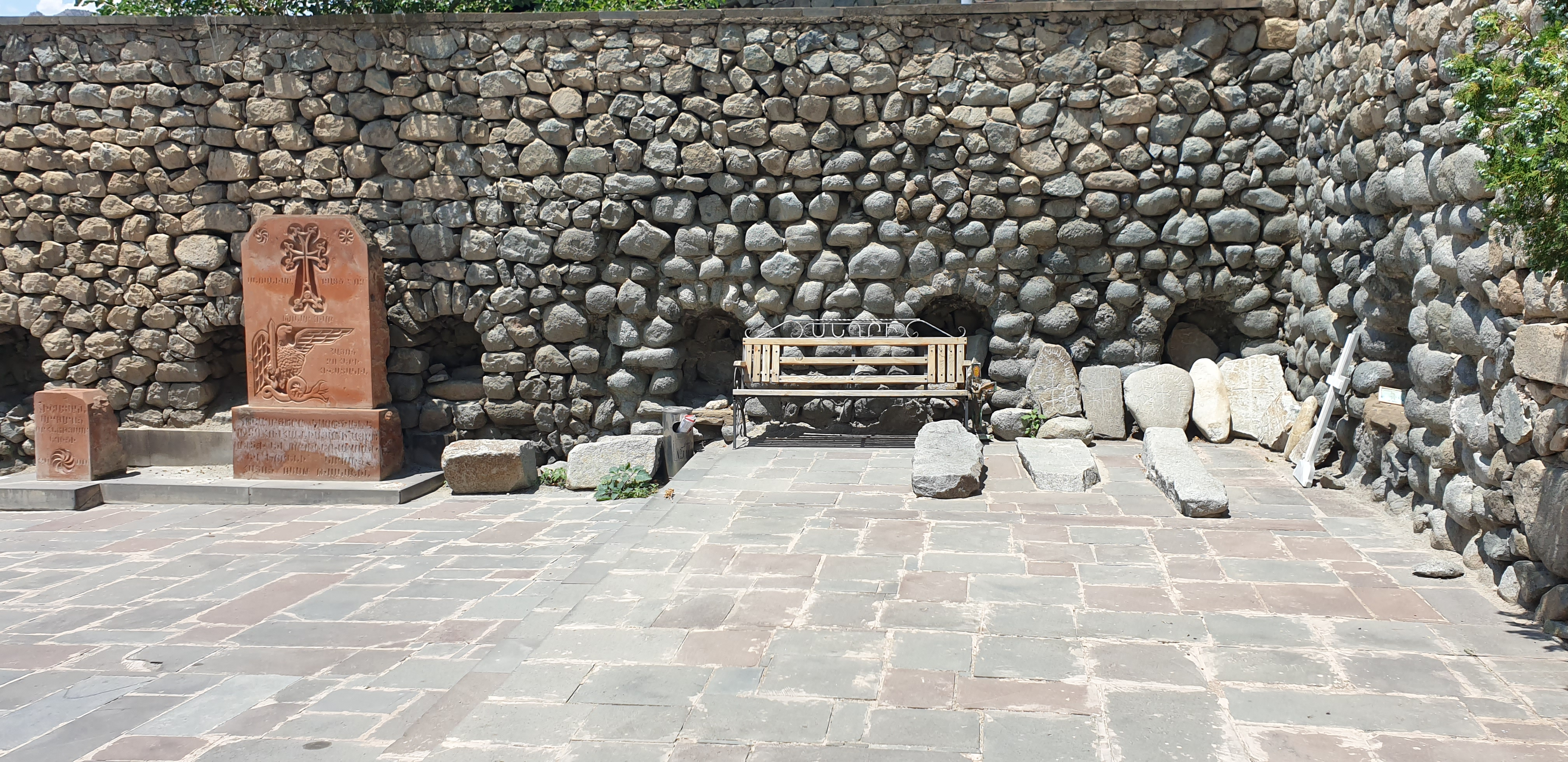
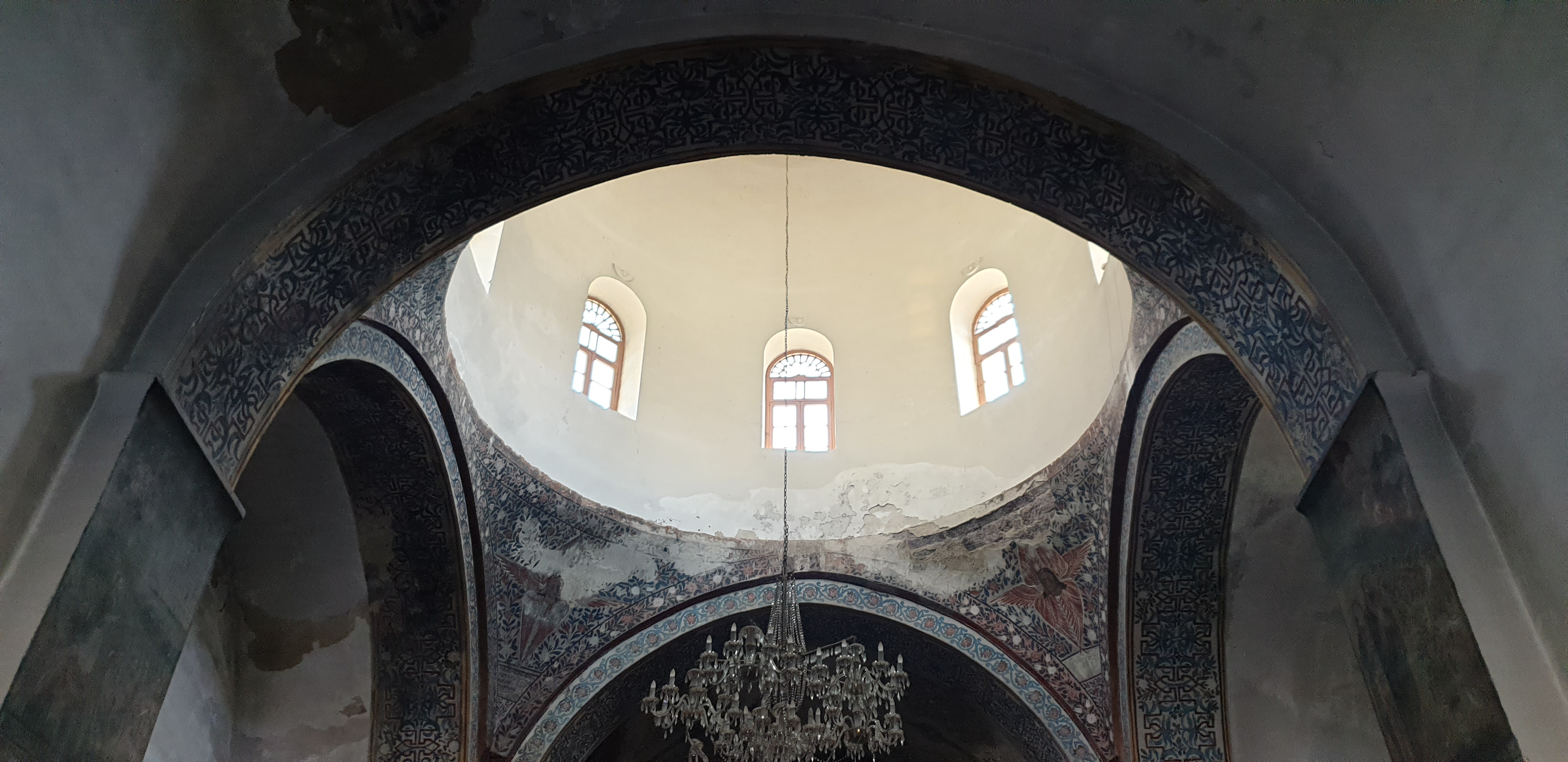
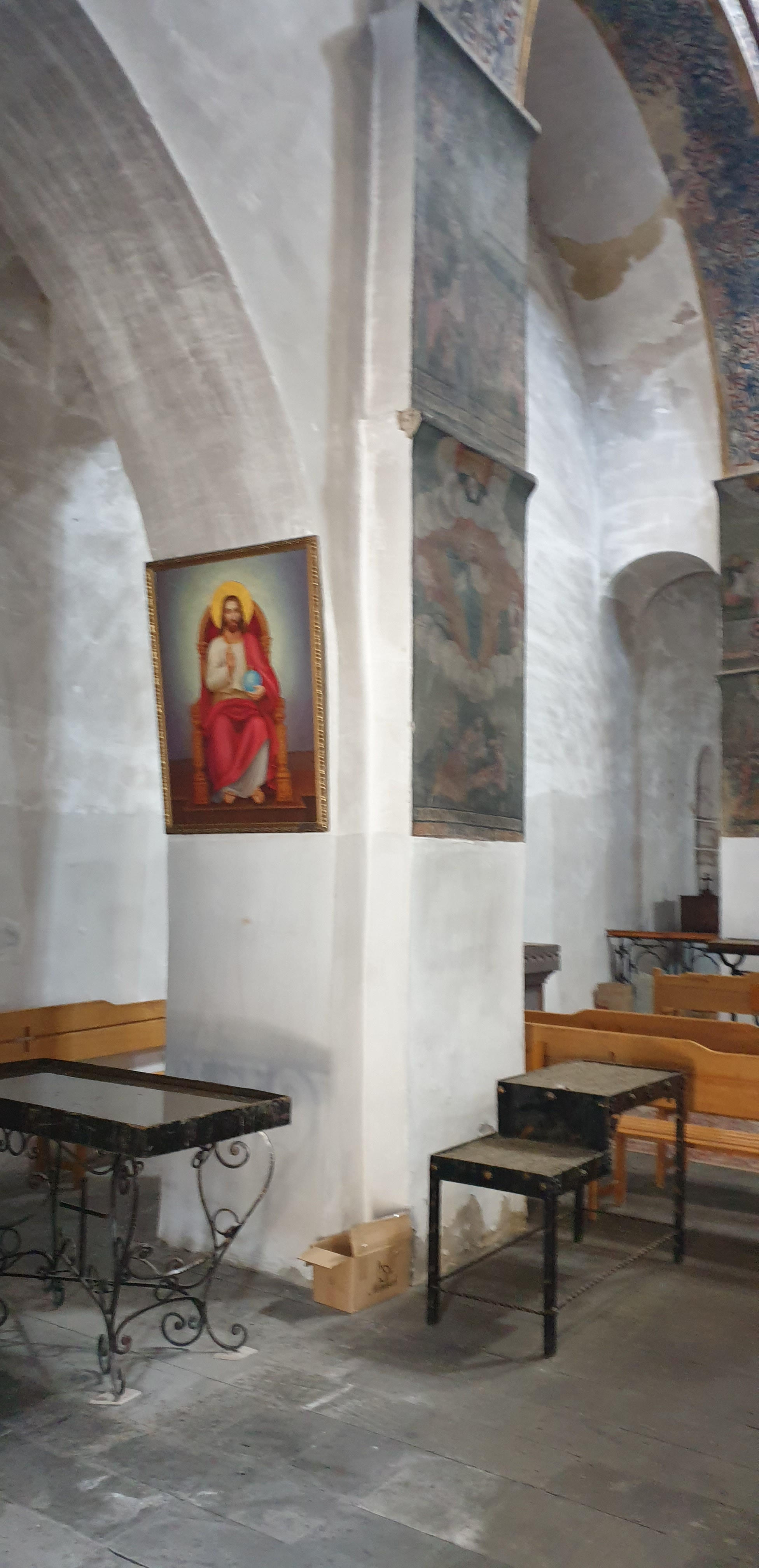
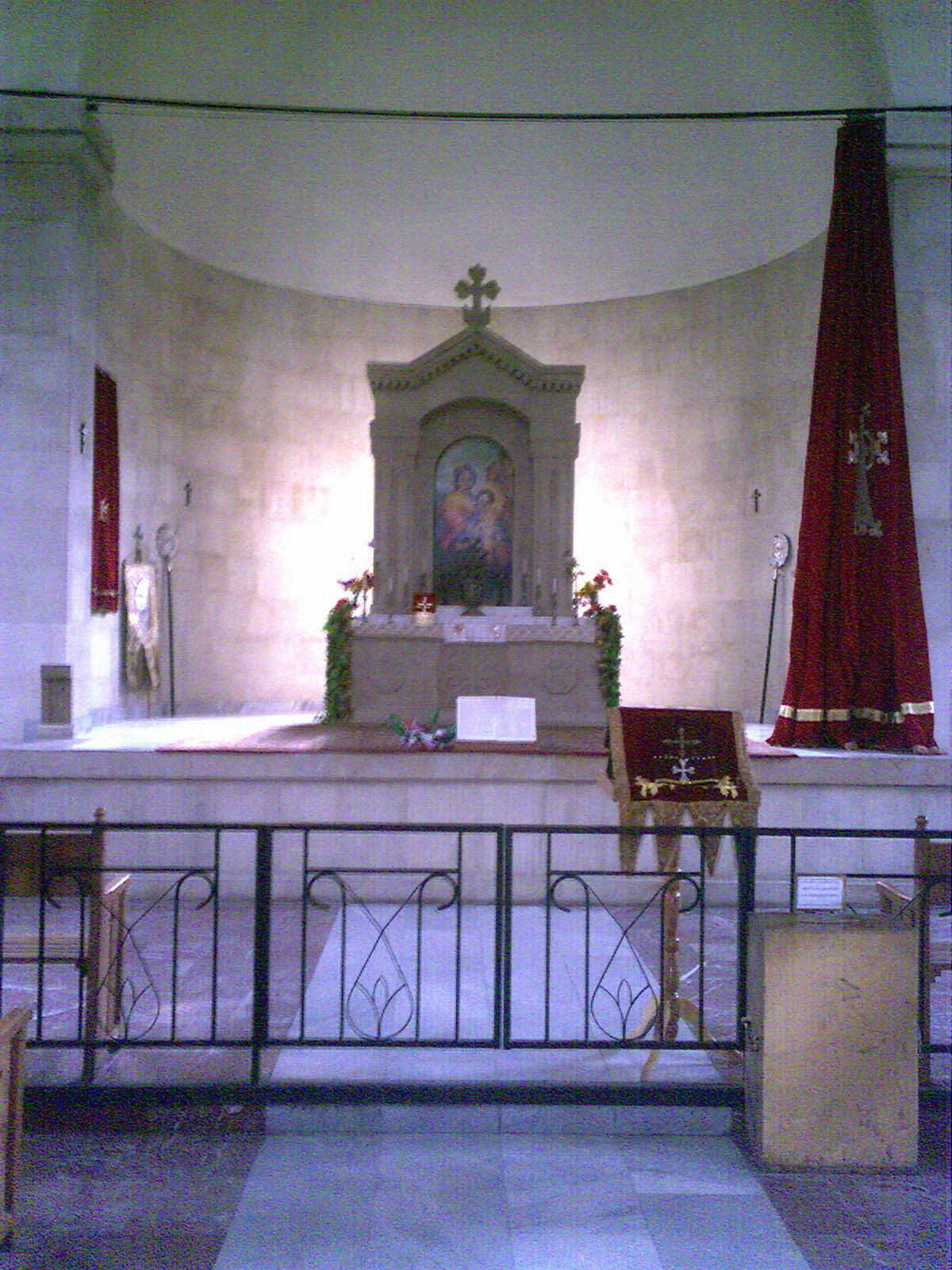
Եկեղեցու Սուրբ խորանը
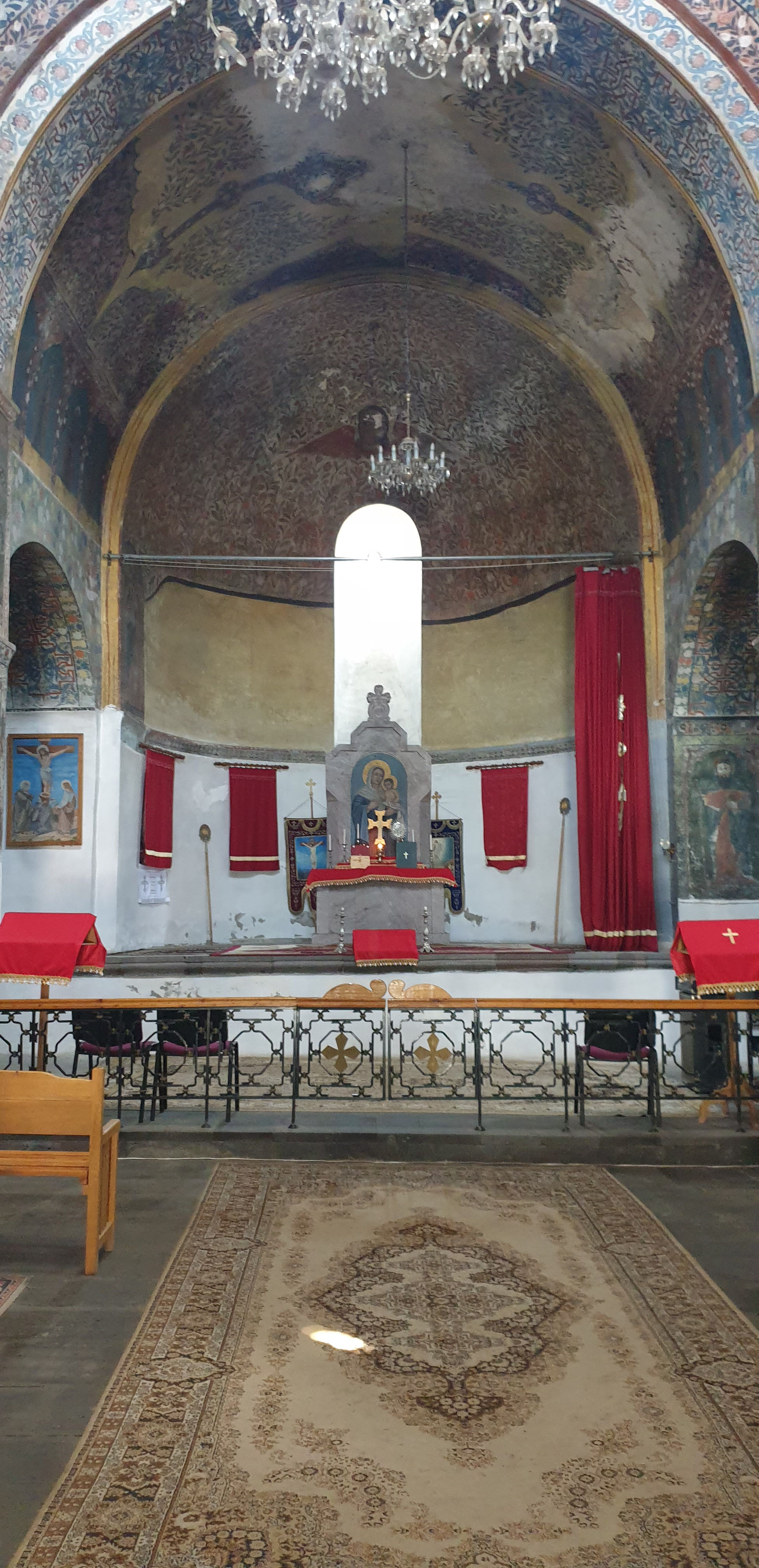
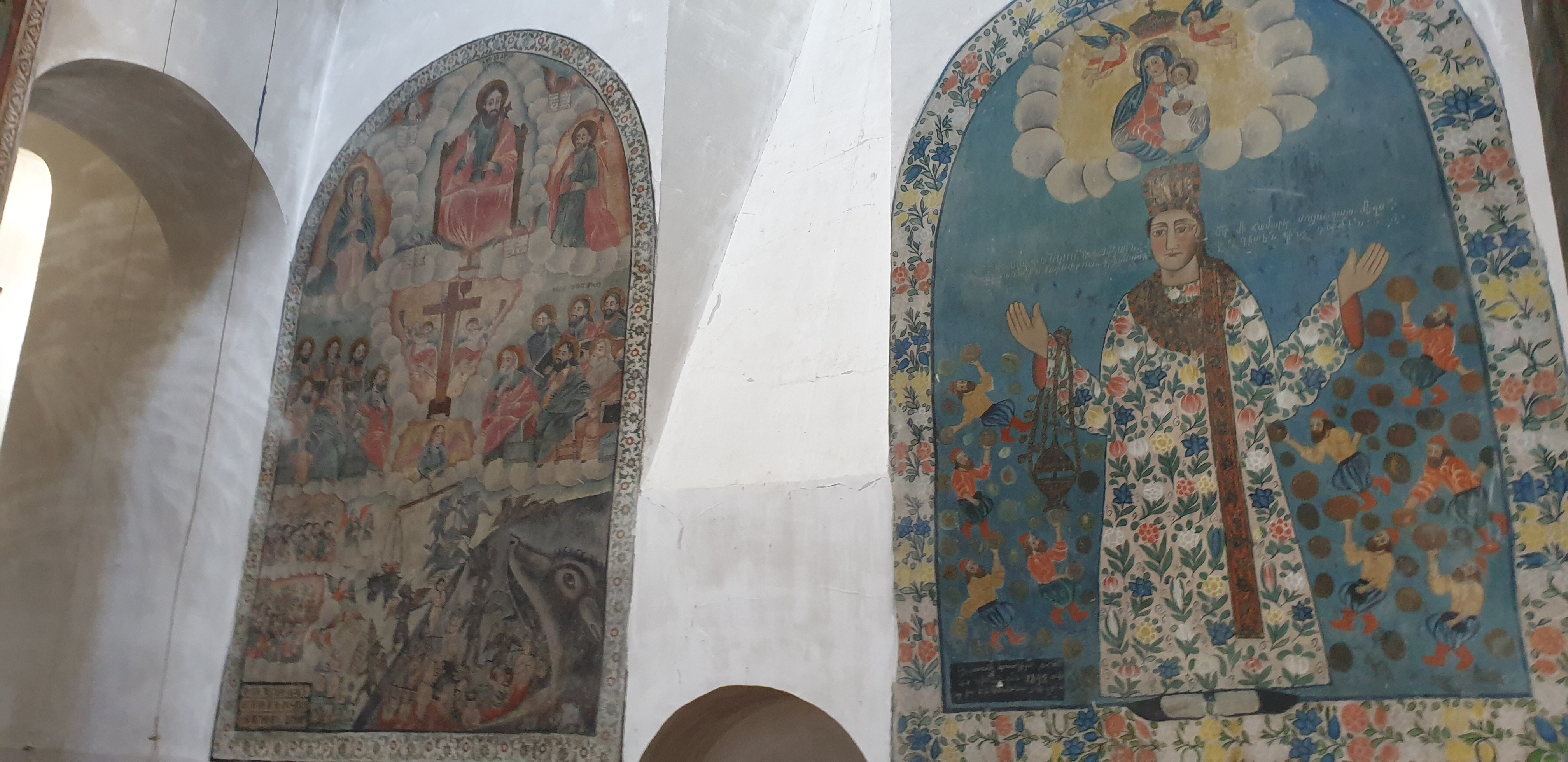